# Diocèse de Palm Beach
Le diocèse de Palm Beach (latin : Dioecesis Litoris Palmensis) est un diocèse de l'Église catholique dans l'est de la Floride, aux États-Unis. Sa sainte patronne  est Marie, mère de Jésus, sous le titre de Reine des Apôtres. Il est suffragant de l'archidiocèse de Miami. Depuis 2003, l'évêque diocésain est Gerald Barbarito (en).

## Historique
Le diocèse a été érigé le 16 juin 1984 par la bulle Qui omni cogitatione du pape Jean-Paul II, en prenant son territoire de l'archidiocèse de Miami et du diocèse d'Orlando.

## Territoire et organisation

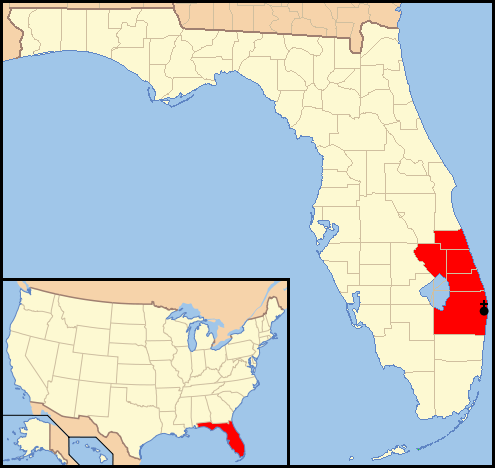
Localisation du diocèse.

Le diocèse couvre une superficie de 11 510 km2 et étend sa juridiction sur les fidèles catholiques de rite latin résidant dans 5 comtés de l'État de Floride : Indian River, Martin, Okeechobee, Palm Beach et Sainte-Lucie. Le siège du diocèse se trouve dans la ville de Palm Beach Gardens, où se situe la cathédrale Saint-Ignace-de-Loyola (en). 
En 2021, il y avait 50 paroisses dans le diocèse, 140 prêtres, 46 religieux, 71 religieuses, et 100 diacres.